# مارسيلو كانيت
مارسيلو كانيت (بالإسبانية: Marcelo Cañete)‏ هو لاعب كرة قدم أرجنتيني، ولد في 16 أبريل 1990 في Villa Lugano ‏ في الأرجنتين. لعب مع بوكا جونيورز وجمعية بورتوغيزا الرياضية ونادي أونيفرسيداد كاتوليكا ونادي ساو باولو ونادي ساو بيرناردو.

## وصلات خارجية
- مارسيلو كانيت على موقع قاعدة بيانات كرة القدم.إي يو (الإنجليزية)
- مارسيلو كانيت على موقع Soccerway.com (الإنجليزية)
- مارسيلو كانيت على موقع عالم كرة القدم.نت (الإنجليزية)